# Экскременты

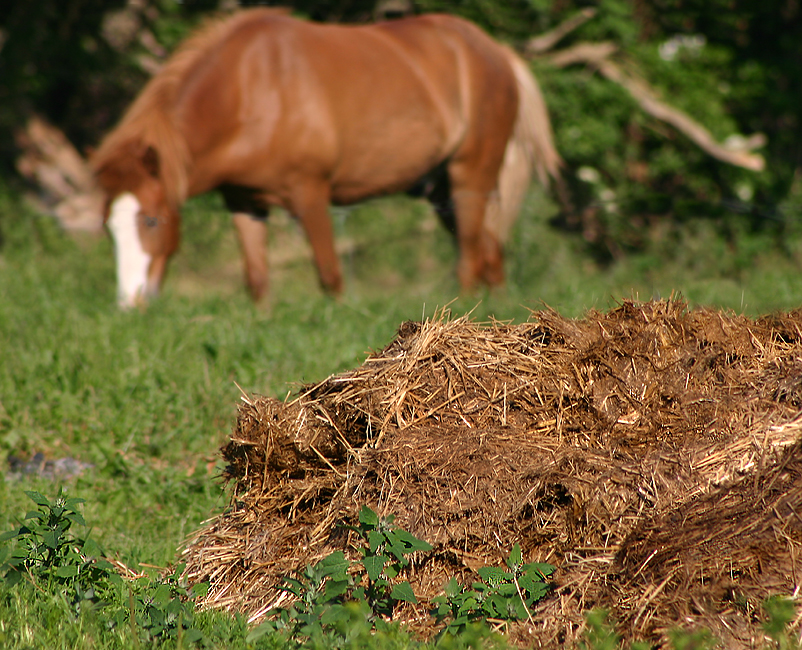
Куча навоза в поле; на заднем плане пасущаяся лошадь

Экскреме́нты (от лат. excrementum «отход, выделение») — отходы жизнедеятельности организма, подлежащие удалению во внешнюю среду. Экскрементами являются испражнения, кал, моча.
В природе фекалии удобряют почву, и используются в сельском хозяйстве в качестве удобрения в виде жидкого навоза. Помёт птиц, поедающих рыбу, разлагается на гуано и используется как богатое фосфатами «естественное удобрение». В истории произошло событие, известное как «Война за птичий помёт» или Вторая Тихоокеанская война. В ней гуано стало одной из важных причин конфликта, ибо является сырьём для производства пороха. Фекалии способствуют распространению растений, поскольку непереваренные семена растений выделяются животными в различных местах их обитания. Фекалиями также питаются насекомые и другие животные, некоторые из которых развиваются внутри фекальных масс. Многие животные используют экскременты в коммуникационных целях, например, для определения чувствительности одного вида к другому или фертильности в половых отношениях, а также для разметки территориальных границ. Личинки некоторых видов насекомых окутаны смесью экскрементов и полупрозрачной слизи, функция которой до сих пор плохо изучена; неясно, является ли это средством защиты от хищников (маскировкой и уменьшением их аппетита), или же выполняет другие биологические или экологические функции.